# Сан Романо Кјеза (Ређо Емилија)
Сан Романо Кјеза је насеље у Италији у округу Ређо Емилија, региону Емилија-Ромања.
Према процени из 2011. у насељу је живело 25 становника. Насеље се налази на надморској висини од 358 м.